# Hội đồng tối cao Cộng hòa Litva
Hội đồng tối cao Cộng hòa Litva (Lietuvos Respublikos Aukščiausioji Taryba, còn được biết đến với cái tên Hội đồng tối cao - Seimas phục hồi, tiếng Litva: Aukščiausioji Taryba – Atkuriamasis Seimas), là cơ quan quản lý tối cao, được bầu vào năm 1990. Phiên họp đầu tiên được tổ chức vào ngày 10 tháng 3 năm 1990, lần cuối cùng vào ngày 11 tháng 11 năm 1992.

## Quyền hạn
Như đã nêu trong Luật cơ bản lâm thời của Cộng hòa Litva (1990), Hội đồng tối cao có các quyền hạn như sau:
- thông qua Hiến pháp của Cộng hòa Litva và sửa đổi nó
- kêu gọi bầu cử đại biểu trên khắp Cộng hòa Litva và xác nhận thành phần của Ủy ban bầu cử Cộng hòa
- phê duyệt dự thảo các chương trình cơ bản phát triển kinh tế và xã hội của Cộng hòa Litva; phê duyệt ngân sách
- điều chỉnh quan hệ tài sản ở nước ta
- giải thích luật pháp của Cộng hòa Litva
- thành lập các cơ quan nhà nước chịu trách nhiệm trước Hội đồng tối cao Cộng hòa Litva; thiết lập hệ thống viện kiểm sát, tòa án và các cơ quan tư pháp khác của Cộng hòa Litva
- bầu Chủ tịch, các Phó Chủ tịch và Thư ký Hội đồng tối cao
- bầu Tòa án tối cao Litva và các thẩm phán của tòa án khu vực và thành phố, bổ nhiệm Tổng kiểm sát viên Cộng hòa Litva;
- tổ chức các phiên điều trần thường xuyên, nhận báo cáo của các tổ chức do Hội đồng tối cao thành lập và bầu chọn, ngoại trừ Tòa án tối cao Litva
- khi cần thiết, tiến hành bỏ phiếu bất tín nhiệm bằng bỏ phiếu kín liên quan đến Cơ quan hành pháp của Cộng hòa Litva và các tổ chức khác do Hội đồng tối cao thành lập hoặc liên quan đến bất kỳ thành viên nào của họ, ngoại trừ Tòa án tối cao Litva
- thiết lập các biện pháp thích hợp để bảo đảm an ninh nhà nước và trật tự công cộng
- phân bổ lại cơ cấu lãnh thổ hành chính của Cộng hòa Litva
- thay đổi tên, trạng thái của các đơn vị hành chính - lãnh thổ
- xem xét các vấn đề liên quan đến chính sách đối ngoại của Cộng hòa Litva; phê chuẩn và từ bỏ các điều ước quốc tế của nước Cộng hòa
- thiết lập các giải thưởng nhà nước của Cộng hòa Litva
- ra quyết định tổ chức trưng cầu dân ý
- ban hành lệnh ân xá
- bãi bỏ các chỉ thị và nghị định của Cơ quan hành pháp, cũng như các quyết định của hội đồng khu vực và hội đồng thành phố của Cộng hòa nếu chúng mâu thuẫn với luật pháp hiện hành
- giải quyết các vấn đề quan trọng khác của nhà nước

## Hoạt động chính trị
Ngay từ khi thành lập Hội đồng Tối cao vào ngày 11 tháng 3 năm 1990, Litva đã thông qua Đạo luật Tái lập Nhà nước Litva . Vào ngày 12 tháng 3, Hội đồng Tối cao đã thông qua Nghị quyết tuyên bố luật nghĩa vụ quân sự phổ cập của Liên Xô thông qua ngày 12 tháng 10 năm 1967 sẽ không có hiệu lực ở Cộng hòa Litva. Hội đồng cũng tuyên bố quốc hữu hóa tất cả tài sản của Liên Xô nằm ở Litva. Chỉ ba ngày sau, vào ngày 15 tháng 3, Đại hội đại biểu nhân dân Liên Xô đã thông qua một nghị quyết, không chấp nhận việc khôi phục nền độc lập của Cộng hòa Litva. Đại hội đã thông qua nghị quyết này với 1.463 đại biểu nhân dân bỏ phiếu tán thành, 98 phiếu chống và 128 phiếu trắng.
Việc phong tỏa kinh tế từ Liên Xô khiên kinh tế của đất nước đình trệ và các quốc gia nước ngoài không công nhận nền độc lập của Litva. Nhưng vào ngày 6 tháng 9 năm 1991, sau nỗ lực đảo chính thất bại của Liên Xô năm 1991, chính phủ Liên Xô đã chính thức công nhận nền độc lập của Litva và các quốc gia vùng Baltic khác, đồng thời dỡ bỏ lệnh phong tỏa.
Trong nửa đầu năm 1992, đa số trong quốc hội đã thay đổi. Cho đến cuối năm 1991, nhóm nghị viện Sąjūdis Thống nhất vẫn chiếm đa số. Các thành viên của liên minh vào cuối năm 1991 và đầu năm 1992 dần dần chuyển sang các nhóm nghị viện khác (ví dụ, Nhóm nghị viện Thứ bảy/Ôn hòa). Điều này dẫn đến cuộc tranh đấu nội bộ giữa nhóm nghị viện Sąjūdis Thống nhất (cùng với chính phủ do Vagnorius lãnh đạo) và một nhóm là 'Đa số mới' (tiếng Litva: naujoji dauguma).
Điều này đã gây ra sự bế tắc trong quốc hội khi cả hai nhóm tổ chức các phiên họp riêng biệt hoặc nhóm nghị viện Sąjūdis Thống nhất tẩy chay các phiên họp chính thức. Vào ngày 9 tháng 7 năm 1992, Hội đồng Tối cao đã bỏ phiếu cho cuộc bầu cử nhanh chóng diễn ra vào ngày 25 tháng 10 năm 1992 .

## Thành phần

### Chủ tịch
| Tên                  | Giai đoạn                                  |
| -------------------- | ------------------------------------------ |
| Vytautas Landsbergis | 11 tháng 3 năm 1990 – 25 tháng 11 năm 1992 |

### Phó Chủ tịch
| Tên                            | Giai đoạn                                  |
| ------------------------------ | ------------------------------------------ |
| Bronislovas Juozas Kuzmickas   | 11 tháng 3 năm 1990 – 25 tháng 11 năm 1992 |
| Kazimieras Motieka             | 11 tháng 3 – 25 tháng 11 năm 1992          |
| Česlovas Vytautas Stankevičius | 11 tháng 3 năm 1990 – 25 tháng 11 năm 1992 |